# Yu Shirota
Yuu Shirota (城田 優), nascido em 26 de Dezembro de 1985, é um ator e cantor japonês. Ele tornou-se famoso no papel de Tezuka Kunimitsu no filme O príncipe do tênis e Tuxedo Kamen nos musicais Sailor Moon. Ele também faz parte do grupo D-Boys.

## Biografia
Yuu nasceu em 26 de Dezembro de 1985. Seu pai é japonês e sua mãe espanhola. Yuu viveu aproximadamente 5 anos na Espanha, desde os 3 até os 7 anos de idade. Ele voltou para o Japão ainda quando estudava na escola primária e ainda fala espanhol.